# 前田淳 (俳優)
前田 淳（まえだ じゅん、1966年3月16日 - ）は、日本の俳優。東京都出身。特技はサッカー、テニス。父は同じく俳優の前田吟。
主にテレビドラマ・映画などで活躍する。テレビドラマでは2時間ドラマに多数出演している。

## 出演

### 映画
- 死霊の罠2/ヒデキ（1992年、ジャパンホームビデオ）
- 男はつらいよ 寅次郎紅の花（1995年、松竹） - 新郎
- たそがれ清兵衛（2002年、松竹） - 検分
- 隠し剣 鬼の爪（2004年、松竹） - 長吉
- 草の乱（2004年、神山プロダクション） - 新井甚作
- 武士の一分（2006年、松竹）
- 母べえ（2008年、松竹）
- 青木ヶ原（2013年、アークエンタテインメント）
- はなちゃんのみそ汁（2016年、東京テアトル） - 田中耕
- コンビニ夢物語（2016年、ビー・ウイング）
- フローレンスは眠る（2016年、ジャングルウォーク）
- BOND BAND（2016年）

### テレビドラマ
- フジヤマのトビウオ「古橋広之進物語（古橋廣之進物語）」（1992年7月20日、TBS）
- 坊つちやん (テレビドラマ)坊っちゃん－人生損ばかりのあなたに捧ぐ－（1994年1月1日、NHK）
- カミング・ホーム（1994年、TBS）
- シングルス (テレビドラマ)（1997年、KTV）
- 愛と感動の実話「さよなら盲導犬ベルナ」（1998年、CX）
- 火曜サスペンス劇場（NTV）
  - 小京都ミステリー9「出雲路天女伝説殺人事件」（1993年9月7日）- 望月卓朗
  - 尽くす女（1996年）
  - 地方記者・立花陽介19「箱根小田原通信局」（2002年9月24日）- 小田原西警察署 刑事･友部
  - 容疑者（2005年）- 沢野耕一
  - 警視庁鑑識班19「老女殺害の秘密を握るラーメン好きの車椅子少年 殺人犯の匂いを追い続ける警察犬と老刑事の執念の道」（2005年）- ラーメン店「いちや」店主･檜山享
- 連続テレビ小説 （NHK）
  - 春よ、来い（1994年 - 1995年） - 君塚良平
  - 瞳（2008年） - 中川医師
- 3年B組金八先生 第4シリーズ（1995年 - 1996年、TBS） - 阿部一智
- ドラマ新銀河「いらっしゃい」（1996年、NHK）
- 月曜ドラマスペシャル （TBS）
  - 弁護士芸者のお座敷事件簿（1997年）
  - 「名探偵・金田一耕助シリーズ25」（1997年）
  - ご存じ!サウナの玉三郎2!!（1997年）
  - 警部補・坪内直哉 父と娘の事件簿（1998年）
  - ミステリー作家・江戸川蘭子の事件簿（1999年）
- 水曜ミステリー9 （テレビ東京）
  - 旅行作家・茶屋次郎5「千曲川殺人事件」（2005年6月1日、TX）‐ 長野県警千曲東警察署 刑事課 刑事･長田
  - さすらい署長 風間昭平10「すみだ業平橋殺人事件」（2013年7月17日） - 市川隆明
- 暴れん坊将軍シリーズ （ANB / 東映）
  - 暴れん坊将軍VIII 第13話「欲望のくし 美しき人妻の苦悩」（1997年） - 佐吉
  - 暴れん坊将軍X 第14話「女髪結い床繁盛記 元結に隠された密書」（2000年） - 猪之吉
- 家康が最も恐れた男 真田幸村（1998年1月2日、TX） - 三好伊三入道
- 新・御宿かわせみ 第10話「江戸は雪」（1998年、ANB）
- HOTEL 第5シリーズ（1998年、TBS） - テディ・ニシダ
- 土曜ワイド劇場
  - 高橋英樹の船長シリーズ第10作「太平洋殺意のうず潮」（1998年9月26日）- 所轄署刑事･根本
  - 森村誠一の終着駅シリーズ
    - 第15作「砂漠の駅」（2003年2月8日）- 寺脇弘一
    - 第20作「砂漠の喫茶店」（2006年10月28日）- 喫茶店「コロポックル」常連客･弘中

  - 牟田刑事官VS終着駅の牛尾刑事そして事件記者冴子
    - 第3作「レッドライト」（2003年12月27日）- フリーカメラマン･久納良輔

  - 終着駅の牛尾刑事VS事件記者・冴子
    - 第11作「ラストシーン」（2012年2月25日）- 共栄サービス 社員･長嶋公市

  - 夜行列車の女（2003年）- 木下孝
  - 美人三姉妹の推理旅行#1 沖縄篇（2004年6月26日）- 交通事故の加害者･川本
  - 温泉若おかみの殺人推理第15作「京都〜琵琶湖､殺人同窓会 卒業記念のタイムカプセルに秘められた動機の謎･謎･謎!」（2005年）- 滋賀県立大学助教授･時田貢
  - おとり捜査官・北見志穂シリーズ15「口をふさがれた美女連続殺人!つり合わない白いハイヒールを履いた死体の謎」（2011年4月9日）- 「港パーク内科」院長
- 隠密奉行朝比奈 第1シリーズ 第6話「越前竹人形の秘密」（1998年、CX） - 多七
- はみだし刑事情熱系 PART3 第1話「東京湾爆破1秒前!!炎に消された女」（1998年、ANB）
- 赤穂浪士（1999年1月2日、TX） - 富森助右衛門
- 金曜エンタテイメント「おばさんデカ 桜乙女の事件帖8超人気主婦刑事の名推理が密室殺人の謎を解く…詐欺商法が招く憎悪の連続殺人に米国帰りの女刑事も驚天」（2000年3月31日、CX）
- 科捜研の女 第2シリーズ 第4話「望遠マイクが覗いた監禁現場!人質になった女刑事」（2000年、ANB）- 大久保
- 八丁堀の七人 第3シリーズ 第2話「壮絶大捕物! 狙われた」（2002年、ANB） - 半次
- はぐれ刑事純情派
  - 第16シリーズ第23話 「田崎刑事が母に!? 顔のない男」 (2003年9月10日、EX)- 平野
  - はぐれ刑事純情派 ファイナル 最終話「安浦刑事よ永遠に」（2005年、EX）- 高橋
- 子連れ狼 (北大路欣也版)第3シリーズ 第4話「大五郎涙の怒り…!極悪息子と岡っ引きの涙!!」（2004年7月26日、EX）
- 京都地検の女第2シリーズ 第2話「夫を殺した女のついた嘘!豚肉600g購入の謎」（2004年、EX）- トラック運転手･下沢由信
- 名奉行! 大岡越前 第1シリーズ 第1話「白子屋お駒」（2005年、EX）- 手代･忠八
- 銭形平次（村上弘明版）第2シリーズ 第6話「欲望の支配者!平次、怒りの激闘」（2005年、テレビ朝日）- 市松
- NHK大河ドラマ （NHK）
  - 功名が辻（2006年） - 木村常陸介
  - 天地人（2009年） - 青木作蔵
  - おんな城主 直虎（2017年） - 鈴木屋
- 隣の女〜幽霊屋敷の殺人事件!?（2006年、TBS）
- 家に五女あり（2007年、TBS） - 幸田正樹　父・前田吟が主役
- スマイル（2009年、TBS） - 高田幸彦
- 土曜時代劇 隠密八百八町 第8話「埋蔵金騒動」（2011年2月26日、NHK） - 葛飾為斉
- 渡る世間は鬼ばかり（2011年、TBS） - 反田昭一
- 水戸黄門 第43部 第18話「上様、長屋で叱られる -江戸-」（2011年11月21日、TBS / C.A.L） - 清七
- ブラックボード〜時代と戦った教師たち〜 第3夜（2012年4月7日、TBS） - 裁判官
- テレビ未来遺産“終戦69年”ドラマ特別企画 遠い約束〜星になったこどもたち〜(2014年8月25日、TBS）

### 舞台
- テアト・ルエコー公演
  - 第90回公演「匿名シネマ」（1991年）
  - 第92回公演「表裏源内蛙合戦」（1992年4月〜1993年3月）
  - 第95回公演「情事だジョージ非常時だ?!」（1993年3月）
- 瀬川組公演「東京・浅草・キネマクラブⅡ 花村豊子一座旅日記」（1992年9月23〜30日）
- 舟木一夫公演
  - 「アイ・ラブ・ニューヨーク」（2000年）
- 「殿さま弥次喜多」（2000年）
- 初春 五木ひろし特別公演「石松初恋旅」（2004年）
- ギルドホール 第6回公演「ミステリークラブ殺人事件」（2004年）
- 俵山栄子ひとり立ちシアター「忘れたいのに…」（2009年）
- 河田と栄子の二人立ちシアター「トーク＆コントライブ」（2009年）
- BOOMER河田貴一主 DIRT 1600 vol.3公演「小田原シンド☆バット」（2010年）
- 瀬川昌治作・演「紅弁天部隊上海へ行く」（2010年）
- アフロディーテプロジェクト「お月さまへようこそ」（2011年）
- 小川美那子プロデュース公演「私たちに光を!～生きることを諦めたくないから～」（2011年）
- TOKYOてやんでぃ（劇団うわの空・藤志郎一座）

### バラエティ
- はなまるマーケット「はなまるカフェ（葛飾柴又散歩ロケVTR）」（2011年）
- なるほど!ハイスクール「AKB48VSおネエVS芸能人親子48SP」（2012年）
- Oh!どや顔サミット「2世タレント大集合3時間SP」（2012年）
- 踊る!さんま御殿!!
  - 「最強2世大集合セーラー服で女祭」（2013年）
  - 「最強2世親子&独身女ウエディング祭」（2013年）
  - 「春の親子祭り&最強ハーフ大集合SP」（2014年）
- 私の何がイケないの?
  - 「2時間SP」（2014年）
  - 「シルバー世代芸能人が第2の人生で初体験SP」（2014年）
- 誰だって波瀾爆笑「芸能人仲良し親子スペシャル」（2014年）
- 快傑えみちゃんねる「芸能人の家族大集合スペシャル！」（2016年）

### 吹き替え
- ブルーブラッド 〜NYPD家族の絆〜（2011年 - 2012年、アンソニー・レンズーリ（ニコラス・ターチュロ））- 2シリーズ
- モール★コップ ラスベガスも俺が守る！（1995年）
- NHKスペシャル ”新富裕層” vs.国家～富をめぐる攻防～（2013年8月18日）

### テレビアニメ
- 銀河機攻隊 マジェスティックプリンス（2013年、タカシ）

### 劇場アニメ
- 劇場版マジェスティックプリンス 覚醒の遺伝子（2016年、タカシ・ベルジャーヤ・パンターノ）

### オリジナルビデオ
- テレビ日本語講座初級Ⅱ（ビデオ教材）スキット・ドラマ「続・ヤンさんと日本の人々」（1996年）

### ラジオドラマ
- FMシアター
  - 滅頂（中国現代文学シリーズ3）（1997年）

### 帯電話コンテンツサービス
- 声の図書館（朗読文学作品配信サイト）
  - 「将軍」著：芥川龍之介
  - 「満願」著：太宰治

### インターネットテレビ
- 流行学園.TV 第18回 のんべえのんのお部屋♪（2012年2月25日）
- 流行学園.TV 第23回 のんべえのんのお部屋♪（2012年5月12日）
- 流行学園.TV 第80回 のんべえのんのお部屋♪（2014年9月27日）